# José Marín Rodríguez
José Manuel Marín Rodríguez (nascido em 19 de julho de 1971) é um arqueiro paralímpico espanhol. Participou dos Jogos Paralímpicos de Atenas 2004, Pequim 2008 e Londres 2012, além de vários campeonatos mundias.